# The Road (Mike and the Mechanics)
The Road is een studioalbum van Mike and the Mechanics. Na hun vorige album uit 2004 werd het een lange tijd stil rond deze privéband van Mike Rutherford. Hij ging weer eens op tournee met zijn oude band Genesis, maar die tournee was van beperkte duur om Phil Collins niet al te veel te belasten. In 2009 rees bij meerdere mensen de vraag hoe het toch zat met Mike & the Mechanics en Rutherford pakte de draad weer op. Omdat de oorspronkelijke zanger Paul Carrack niet beschikbaar was vanwege eigen succes moest Rutherford op zoek naar nieuwe musici en die vond hij in de gedaante van Roachford en Howar.
Het album is grotendeels opgenomen in The Farm Studio (van Genesis) met aanvullende opnamen in de Churchfield Studio te Londen en de Three House Studio te Kaapstad.

## Musici
De basisband tijdens de opnamen bestond uit:
- Mike Rutherford – gitaar, basgitaar, programmeerwerk
- Andrew Roachford – zang, Wurlitzerorgel
- Tim Howar – zang
- Gary Wallis – slagwerk
- Anthony Drennan – gitaar
- Luke Luby – toetsinstrumenten

met
- Arno Carstens – zang op Background noise, It only hurts, Hunt you down
- Martin Sutton – programmeerwerk, gitaar
- Peter Adams – Hammondorgel
- Toby Chapman – toetsinstrumenten
- Harry Rutherford drums
- Jamie Norton – toetsinstrumenten op Reach out, Walking on water
- Ben Weaver – gitaar op Reach out
- George Hewlett – orgel op Hunt you down
- Hago Flower – gitaar op Hunt you down
- Jamie Moses – gitaar op Try to save me
- Ben Robins – programmeerwerk Try to save me en Oh no
- Christopher Neil, Hazel Fernandez, Beverley Brown, Mary Price – achtergrondzang
- Barrow Hills School – koor op Heaven doesn’t care

## Muziek
| Nr. | Titel                                                             | Duur |
| --- | ----------------------------------------------------------------- | ---- |
| 1.  | The road (Rutherford, Neil, Sutton)                               | 4:20 |
| 2.  | Reach out (touch the sun) (Rutherford, Roachford, Norton, Weaver) | 4:03 |
| 3.  | Try to save me (Rutherford, Neil, Roachford)                      | 3:47 |
| 4.  | Background noise (Rutherford, Neil, Carstens)                     | 4;15 |
| 5.  | I don’t do love (Rutherford, Neil, Howar, Roachford)              | 4:34 |
| 6.  | Heaven doesn’t care (Rutherford, Neil, Sutton)                    | 3:37 |
| 7.  | It only hurts for a while (Rutherford, Neil, Carstens)            | 4:09 |
| 8.  | Walking on water (Rutherford, Roachford, Norton, Weaver)          | 3:41 |
| 9.  | Hunt you down (Rutherford, Neil, Carstens)                        | 3:44 |
| 10. | Oh no (Rutherford, Neil, Howar)                                   | 4:17 |
| 11. | You can be the rock (Rutherford, Neil, Roachford)                 | 5:17 |

## Hitnoteringen
In het Verenigd Koninkrijk scoorde het album matig, het stond twee weken genoteerd in de album top 100 (plaatsen 42 en 100). In Nederland en België haalde het geen notering, In Zwitserland een week op plaats 64.